# جيمس أمبروزيني
جيمس أمبروزيني (بالإنجليزية: James Ambrosini)‏ هو لاعب اتحاد الرغبي أسترالي، ولد في 5 يونيو 1991 في بريزبان في أستراليا.